# Crystal Voyager
Crystal Voyager è un film a colori del 1975, la prima parte è incentrata sulle attività di tre surfisti (interpretati da loro stessi) sulla voce narrante di George Greenough.
La seconda parte del film si basa completamente sulle riprese di una telecamera montata su una tavola da surf. Il sottofondo musicale per questa parte è composto interamente da Echoes dei Pink Floyd.